# Flamenco jazz
Il flamenco jazz è uno stile che mescola flamenco e jazz.

## Storia
Quando negli anni '60 e '70 artisti di flamenco come Paco de Lucía e Camarón de la Isla iniziarono a sperimentare con la musica tradizionale che avevano imparato durante l'infanzia, si evolse un nuevo flamenco ("nuovo flamenco").
Man mano che sempre più musicisti in tutto il mondo sperimentavano mescolando il flamenco con altri generi negli anni '70 e '80, gli artisti iniziarono a registrare album prevalentemente strumentali pieni di tecniche impressionanti, ritmi di flamenco e assoli improvvisati su sequenze di accordi jazz.
È ormai comune nelle stazioni radio online avere la possibilità di scegliere il flamenco jazz come stile.